# اکران (میشیگان)
اکران، میشیگان (به انگلیسی: Akron, Michigan) یک منطقهٔ مسکونی در ایالات متحده آمریکا است که در میشیگان واقع شده‌است.

## خصوصیات
اکران ۲٫۴۳ کیلومترمربع مساحت و ۴۰۲ نفر جمعیت دارد و ۱۹۵ متر بالاتر از سطح دریا واقع شده‌است.